# Zuid-Koreaanse hockeyploeg (mannen)
De Zuid-Koreaanse hockeyploeg voor mannen is de nationale ploeg die Zuid-Korea vertegenwoordigt tijdens interlands in het hockey. Zuid-Korea is qua hockey een land in opkomst. De prestaties worden steeds beter. Het team debuteerde op het mondiale niveau tijdens de Olympische Spelen in 1988 in eigen land. Vanaf 1994 waren ze aanwezig bij alle wereldkampioenschappen en Olympische Spelen. Het grootste succes was het behalen van de Olympische finale in 2000, die pas na strafballen verloren ging tegen Nederland. Bij de twee wereldkampioenschappen van 2002 en 2006 haalde het de vierde plaats. Zuid-Korea werd in 1985, 1993 en 1999 Aziatisch kampioen.

## Erelijst Zuid-Koreaanse hockeyploeg
| Jaar | Champions Trophy        | Aziatisch kampioenschap | Olympische Spelen  | Wereldkampioenschap             | Hockey World League Hockey Pro League |
| ---- | ----------------------- | ----------------------- | ------------------ | ------------------------------- | ------------------------------------- |
| 1908 |                         |                         | geen deelname      |                                 |                                       |
| 1920 |                         |                         | geen deelname      |                                 |                                       |
| 1928 |                         |                         | geen deelname      |                                 |                                       |
| 1932 |                         |                         | geen deelname      |                                 |                                       |
| 1936 |                         |                         | geen deelname      |                                 |                                       |
| 1948 |                         |                         | geen deelname      |                                 |                                       |
| 1952 |                         |                         | geen deelname      |                                 |                                       |
| 1956 |                         |                         | geen deelname      |                                 |                                       |
| 1960 |                         |                         | geen deelname      |                                 |                                       |
| 1964 |                         |                         | geen deelname      |                                 |                                       |
| 1968 |                         |                         | geen deelname      |                                 |                                       |
| 1970 |                         |                         |                    |                                 |                                       |
| 1971 |                         |                         |                    | geen deelname                   |                                       |
| 1972 |                         |                         | geen deelname      |                                 |                                       |
| 1973 |                         |                         |                    | geen deelname                   |                                       |
| 1974 |                         |                         |                    |                                 |                                       |
| 1975 |                         |                         |                    | geen deelname                   |                                       |
| 1976 |                         |                         | geen deelname      |                                 |                                       |
| 1978 | geen deelname           |                         |                    | geen deelname                   |                                       |
| 1980 | geen deelname           |                         | geen deelname      |                                 |                                       |
| 1981 | geen deelname           |                         |                    |                                 |                                       |
| 1982 | geen deelname           | geen deelname           |                    | geen deelname                   |                                       |
| 1983 | geen deelname           |                         |                    |                                 |                                       |
| 1984 | geen deelname           |                         | geen deelname      |                                 |                                       |
| 1985 | geen deelname           | AK 1985 Dhaka           |                    |                                 |                                       |
| 1986 | geen deelname           |                         |                    | geen deelname                   |                                       |
| 1987 | geen deelname           |                         |                    |                                 |                                       |
| 1988 | geen deelname           |                         | 10e OS 1988 Seoel  |                                 |                                       |
| 1989 | geen deelname           | AK 1989 New Delhi       |                    |                                 |                                       |
| 1990 | geen deelname           |                         |                    | geen deelname                   |                                       |
| 1991 | geen deelname           |                         |                    |                                 |                                       |
| 1992 | geen deelname           |                         | geen deelname      |                                 |                                       |
| 1993 | geen deelname           | AK 1993 Hiroshima       |                    |                                 |                                       |
| 1994 | geen deelname           |                         |                    | 8e WK 1994 Sydney               |                                       |
| 1995 | geen deelname           |                         |                    |                                 |                                       |
| 1996 | geen deelname           |                         | 5e OS 1996 Atlanta |                                 |                                       |
| 1997 | 6e CT 1997 Adelaide     |                         |                    |                                 |                                       |
| 1998 | 4e CT 1998 Lahore       |                         |                    | 7e WK 1998 Utrecht              |                                       |
| 1999 | CT 1999 Brisbane        | AK 1999 Kuala Lumpur    |                    |                                 |                                       |
| 2000 | CT 2000 Amstelveen      |                         | OS 2000 Sydney     |                                 |                                       |
| 2001 | 6e CT 2001 Rotterdam    |                         |                    |                                 |                                       |
| 2002 | 6e CT 2002 Keulen       |                         |                    | 4e WK 2002 Kuala Lumpur         |                                       |
| 2003 | geen deelname           | AK 2003 Kuala Lumpur    |                    |                                 |                                       |
| 2004 | geen deelname           |                         | 8e OS 2004 Athene  |                                 |                                       |
| 2005 | geen deelname           |                         |                    |                                 |                                       |
| 2006 | geen deelname           |                         |                    | 4e WK 2006 Mönchengladbach      |                                       |
| 2007 | 4e CT 2007 Kuala Lumpur | AK 2007 Chennai         |                    |                                 |                                       |
| 2008 | 6e CT 2008 Rotterdam    |                         | 6e OS 2008 Peking  |                                 |                                       |
| 2009 | CT 2009 Melbourne       | AK 2009 Kuantan         |                    |                                 |                                       |
| 2010 | geen deelname           |                         |                    | 6e WK 2010 Mumbai               |                                       |
| 2011 | 8e CT 2011 Auckland     |                         |                    |                                 |                                       |
| 2012 | geen deelname           |                         | 8e OS 2012 Londen  |                                 |                                       |
| 2013 |                         | AK 2013 Ipoh            |                    |                                 | 9e HWL 2012-13                        |
| 2014 | geen deelname           |                         |                    | 10e WK 2014 Den Haag            |                                       |
| 2015 |                         |                         |                    |                                 | 13e HWL 2014-15                       |
| 2016 | 6e CT 2016 Londen       |                         | geen deelname      |                                 |                                       |
| 2017 |                         | 4e AK 2017 Dhaka        |                    |                                 | 17e HWL 2016-17                       |
| 2018 | geen deelname           |                         |                    | geen deelname                   |                                       |
| 2019 |                         |                         |                    |                                 | geen deelname                         |
| 2021 |                         |                         | geen deelname      |                                 | geen deelname                         |
| 2022 |                         | AZ 2022 Jakarta         |                    |                                 | geen deelname                         |
| 2023 |                         |                         |                    | 8e WK 2023 Bhubaneswar/Rourkela | geen deelname                         |
| 2024 |                         |                         | geen deelname      |                                 | geen deelname                         |